# Karinės jūrų pajėgos
Le Karinės jūrų pajėgos (in lituano, lett.: "Forze militari marittime") costituiscono la marina militare della Lituania, parte integrante delle sue Forze armate. Istituite formalmente nel settembre del 1935, vennero sciolte a seguito dell'annessione all'Unione Sovietica della Lituania, e ricostituita il 4 luglio 1992, quando la nazione riottenne l'indipendenza.
La marina lituana è essenzialmente una forza costiera, incaricata di difendere le acque territoriali e la zona economica esclusiva della Lituania, proteggere le linee di comunicazione marittima della nazione, e condurre operazioni di ricerca e soccorso; come membro a pieno titolo della NATO dal marzo del 2004, la Lituania partecipa con le sue unità navali alle operazioni della NATO Response Force e della Standing NATO Response Force Mine Countermeasures Group 1, oltre ad essere membro fondatore del Baltic Naval Squadron (BALTRON). La marina lituana partecipa inoltre a varie missioni di sminamento in varie zone del mondo.

## Storia

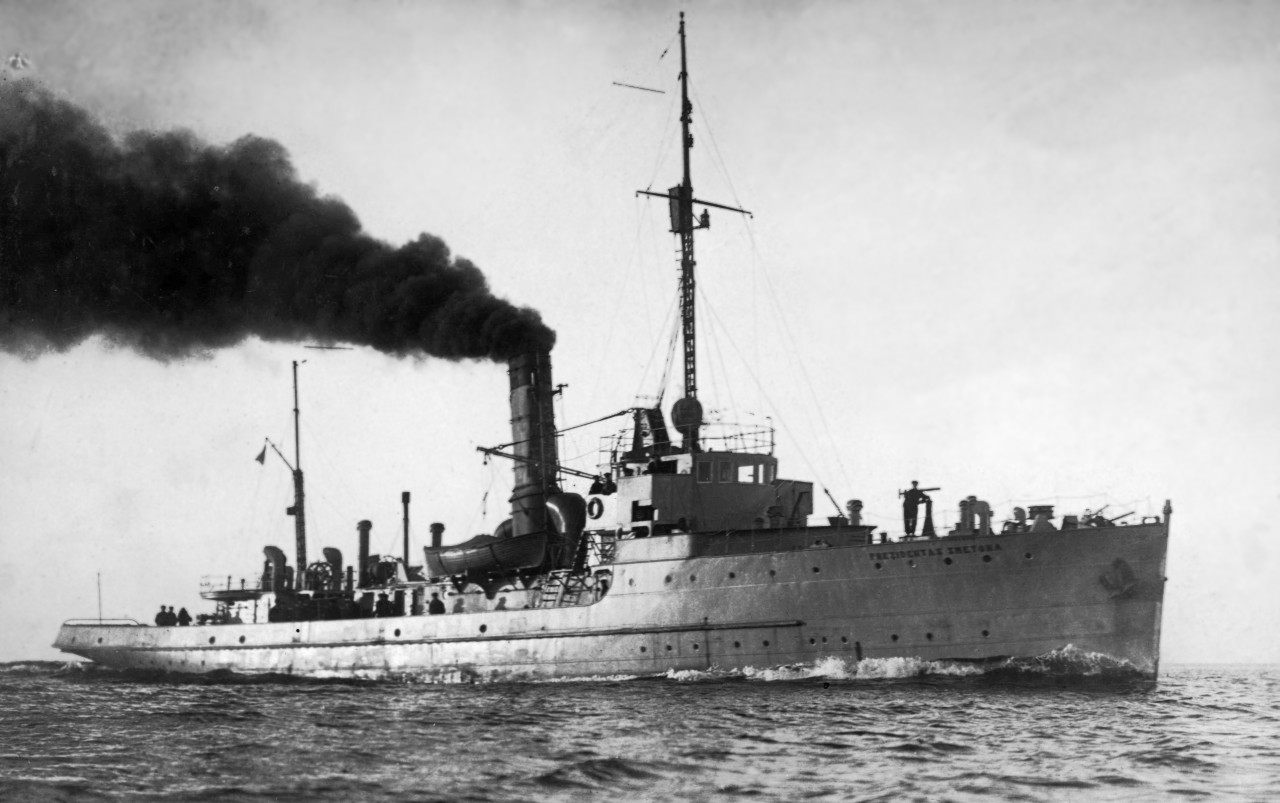
Il dragamine Prezidentas Smetona (1935)

Indipendente dal 4 aprile 1919, la Lituania iniziò subito ad istituire una forza di difesa marittima, anche se vari problemi politici ed economici ritardarono questo progetto. Nel 1923 la Lituania riottenne il controllo del porto di Klaipėda, e lo sviluppo della forza di difesa marittima poté gradualmente avere inizio; la prima unità navale ad essere acquistata fu il dragamine Prezidentas Smetona ("Presidente Smetona"), entrato in servizio nel 1927, a cui si aggiunsero poi alcune navi pattuglia più piccole. Il 1º settembre 1935, il comandante in capo delle Forze armate lituane, il generale Stasys Rastikis, istituì ufficialmente la marina lituana come forza armata indipendente.
Il 22 marzo 1939, la Lituania venne costretta a cedere Klaipeda alla Germania, perdendo così la principale base navale della nazione, ed obbligando la marina lituana a ridislocare le sue unità navali nel porto lettone di Liepāja. Nell'agosto del 1940 le tre repubbliche baltiche vennero annesse all'Unione Sovietica, e la marina lituana venne sciolta; il dragamine Prezidentas Smetona, ribattezzato Korall, venne integrato nella Flotta del Baltico sovietica e partecipò alla seconda guerra mondiale, affondando l'11 gennaio 1945 nel golfo di Finlandia per l'urto con una mina.
La Lituania tornò indipendente l'11 marzo 1992, e si adoperò subito per ricostituire le sue forze armate. Il 4 luglio 1992 la marina lituana venne ufficialmente ristabilita, potendo contare inizialmente su due corvette Classe Grisha ex sovietiche (F11 Zemaitis e F12 Aukstaitis); queste navi furono le prime unità navali lituane a partecipare ad un'esercitazione militare internazionale nel Baltico nel 1993. A partire dalla costituzione del BALTRON nel 1998 e dall'ingresso nella NATO, la marina lituana ha conosciuto un periodo di rapida espansione e modernizzazione.
A tutto il 2013 le corvette ex sovietiche sono state dismesse così come le motocannoniere ex norvegesi della classe Storm, ed il suo personale è stimato in 700 unità

## Unità

### Flotta attuale

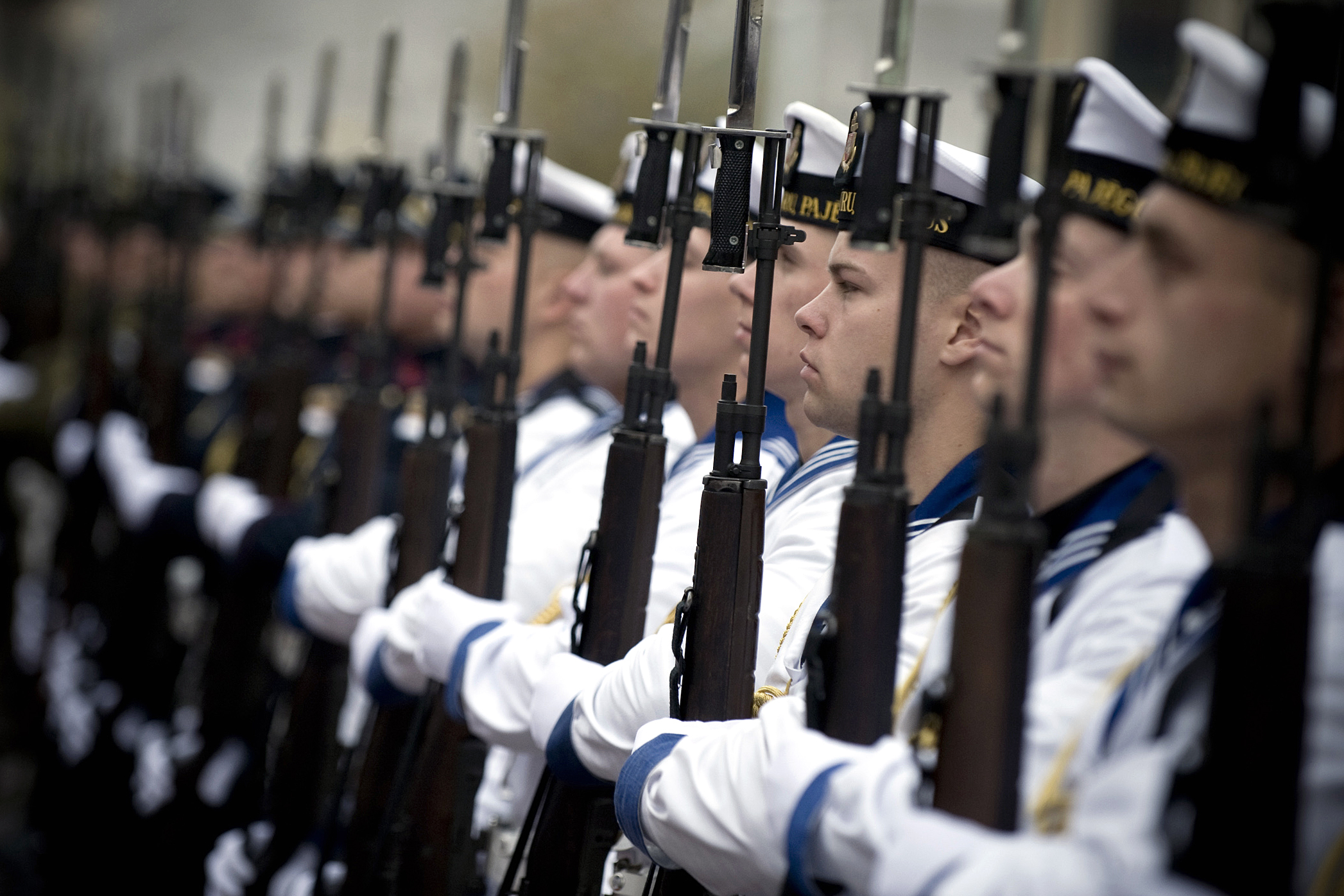
Guardia d'onore di marinai lituani

| Nome                    | Immagine             | Origine              | Classe               | Tipo                     | Dislocamento         | Varo                 | Entrata in servizio (in Lituania) | Note                                                                                      |
| Squadrone cacciamine    | Squadrone cacciamine | Squadrone cacciamine | Squadrone cacciamine | Squadrone cacciamine     | Squadrone cacciamine | Squadrone cacciamine | Squadrone cacciamine              | Squadrone cacciamine                                                                      |
| ----------------------- | -------------------- | -------------------- | -------------------- | ------------------------ | -------------------- | -------------------- | --------------------------------- | ----------------------------------------------------------------------------------------- |
| N42 Jotvingis           |                      | Norvegia             | Classe Vidar         | Posamine                 | 1500t                | 1977                 | 2006                              | Ex KNM Vidar della marina norvegese Nave ammiraglia della flotta                          |
| M53 Skalvis             |                      | Regno Unito          | Classe Hunt          | Cacciamine               | 750t                 | 1982                 | 2011                              | Ex HMS Cottesmore (M32) della Royal Navy                                                  |
| M54 Kuršis              |                      | Regno Unito          | Classe Hunt          | Cacciamine               | 750t                 | 1982                 | 2011                              | Ex HMS Dulverton (M35) della Royal Navy                                                   |
| M54                     |                      | Regno Unito          | Classe Hunt          | Cacciamine               | 750t                 | 1988                 | 2023                              | Ex HMS Quorn (M416) (M35) della Royal Navy in allestimento prima della messa in servizio. |
| Squadrone pattugliatori |                      |                      |                      |                          |                      |                      |                                   |                                                                                           |
| P11 Žemaitis            |                      | Danimarca            | Classe Flyvefiskenl  | Pattugliatore multiruolo | 450t                 | 1985                 | 2008                              | Ex P550 HDMS Flyvefisken della marina danese Può essere configurato come cacciamine       |
| P12 Dzūkas              |                      | Danimarca            | Classe Flyvefiskenl  | Pattugliatore multiruolo | 450t                 | 1988                 | 2009                              | Ex P551 HDMS Hajen della marina danese Può essere configurato come cacciamine             |
| P14 Aukštaitis          |                      | Danimarca            | Classe Flyvefiskenl  | Pattugliatore multiruolo | 450t                 | 1993                 | 2010                              | Ex P559 HDMS Lommen della marina danese Può essere configurato come cacciamine            |
| P14 Sėlis               |                      | Danimarca            | Classe Flyvefiskenl  | Pattugliatore multiruolo | 450t                 | 1988                 | 2017                              | Ex P552Havkatten della marina danese Può essere configurato come cacciamine               |
| Unità portuali          |                      |                      |                      |                          |                      |                      |                                   |                                                                                           |
| Šakiai                  |                      | Unione Sovietica     |                      | Unità per operazioni SAR |                      | 1986                 | 2009                              |                                                                                           |
| H21                     |                      | Unione Sovietica     |                      | Guardacoste              |                      | 1983                 | 1992                              | Unità di supporto                                                                         |
| H22                     |                      | Svezia               |                      | Rimorchiatore            |                      | 1955                 | 2000                              | Può operare come rompighiaccio                                                            |

### Unità dismesse
| Nome           | Origine          | Classe                   | Tipo                 | Varo | Entrata in servizio (in Lituania) | Dismissione | Note                                                                              |
| -------------- | ---------------- | ------------------------ | -------------------- | ---- | --------------------------------- | ----------- | --------------------------------------------------------------------------------- |
| A41 Vetra      | Unione Sovietica | Classe Valerian Uryvayev | nave meteorologica   | 1977 | 1992                              | 2007        | Ex Rudolf Samoylovich della marina sovietica Demolita dopo la dismissione         |
| F11 Žemaitis   | Unione Sovietica | Classe Grisha            | corvetta             | 1981 | 1992                              | 2008        | Ex MPK-108 Komsomolets Latviy della marina sovietica Demolita dopo la dismissione |
| F12 Aukštaitis | Unione Sovietica | Classe Grisha            | corvetta             | 1980 | 1992                              | 2009        | Ex MPK-44 della marina sovietica Demolita dopo la dismissione                     |
| P31 Dzūkas     | Norvegia         | Classe Storm             | Pattugliatore veloce | 1966 | 1995                              | 2007        | Ex P965 KNM Kjekk della marina norvegese                                          |
| P33 Skalvis    | Norvegia         | Classe Storm             | Pattugliatore veloce | 1967 | 2001                              | 2009        | Ex P969 KNM Steil della marina norvegese                                          |
| M51 Kuršis     | Germania         | Classe Lindau            | Cacciamine costiero  | 1958 | 2001                              | 2010        | Ex Marburg (M1080) della Deutsche Marine                                          |
| H23 Lokys      | Danimarca        |                          | Guardacoste          | 1941 | 2005                              | 2012        | Unità di supporto per sommozzatori                                                |
| P32 Sėlis      | Norvegia         | Classe Storm             | Pattugliatore veloce | 1966 | 2001                              | 2016        | Ex P967 KNM Skudd della marina norvegese                                          |
| M52 Sūduvis    | Germania         | Classe Lindau            | Cacciamine costiero  | 1957 | 1999                              | 2020        | Ex Koblenz (M1701) della Deutsche Marine                                          |

## Gradi
Ufficiali
Sebbene esistano sulla carta i gradi di viceammiraglio, ammiraglio e ammiraglio di flottiglia, il grado attualmente più alto nella Marina Lituana è capitano di vascello (lituano: Jūrų kapitonas), ricoperto dal comandante in capo della Marina Lituana.
| Codice NATO                   | OF-10                         | OF-10              | OF-9               | OF-9               | OF-8                        | OF-8                        | OF-7                      | OF-7                      | OF-6                            | OF-6                            | OF-5                       | OF-5                       | OF-4                                    | OF-4                                    | OF-3                                   | OF-3                                   | OF-2                                      | OF-2                                      | OF-1                      | OF-1                      | OF-1 | OF-1                    | OF(D)              | OF(D)              | OF(D)              | OF(D)              | OF(D)              | OF(D)              | Allievo ufficiale  | Allievo ufficiale  | Allievo ufficiale  | Allievo ufficiale  | Allievo ufficiale | Allievo ufficiale |
| ----------------------------- | ----------------------------- | ------------------ | ------------------ | ------------------ | --------------------------- | --------------------------- | ------------------------- | ------------------------- | ------------------------------- | ------------------------------- | -------------------------- | -------------------------- | --------------------------------------- | --------------------------------------- | -------------------------------------- | -------------------------------------- | ----------------------------------------- | ----------------------------------------- | ------------------------- | ------------------------- | ---- | ----------------------- | ------------------ | ------------------ | ------------------ | ------------------ | ------------------ | ------------------ | ------------------ | ------------------ | ------------------ | ------------------ | ----------------- | ----------------- |
|                               | Nessun equivalente            | Nessun equivalente | Nessun equivalente | Nessun equivalente |                             |                             |                           |                           |                                 |                                 |                            |                            |                                         |                                         |                                        |                                        |                                           |                                           |                           |                           |      |                         | Nessun equivalente | Nessun equivalente | Nessun equivalente | Nessun equivalente | Nessun equivalente | Nessun equivalente | Nessun equivalente | Nessun equivalente | Nessun equivalente | Nessun equivalente |                   |                   |
| Viceadmirolas Amm. di squadra | Viceadmirolas Amm. di squadra | Nessun equivalente | Nessun equivalente | Nessun equivalente | Kontradmirolas Amm. di div. | Kontradmirolas Amm. di div. | Flotilės admirolas C.amm. | Flotilės admirolas C.amm. | Jūrų kapitonas Cap. di vascello | Jūrų kapitonas Cap. di vascello | Komandoras Cap. di fregata | Komandoras Cap. di fregata | Komandoras leitenantas Cap. di corvetta | Komandoras leitenantas Cap. di corvetta | Kapitonas leitenantas Ten. di vascello | Kapitonas leitenantas Ten. di vascello | Vyresnysis leitenantas S.ten. di vascello | Vyresnysis leitenantas S.ten. di vascello | Leitenantas Guardiamarina | Leitenantas Guardiamarina |      | Kariūnas Allievo uff.le | Nessun equivalente | Nessun equivalente | Nessun equivalente | Nessun equivalente | Nessun equivalente | Nessun equivalente | Nessun equivalente | Nessun equivalente | Nessun equivalente | Nessun equivalente |                   |                   |

Sottufficiali e comuni
| Codice NATO         | OR-9     | OR-8                        | OR-7           | OR-7                             | OR-6                | OR-6                   | OR-5      | OR-5      | OR-4                | cOR-3    | OR-2                 | OR-1 |
| ------------------- | -------- | --------------------------- | -------------- | -------------------------------- | ------------------- | ---------------------- | --------- | --------- | ------------------- | -------- | -------------------- | ---- |
|                     |          |                             |                |                                  |                     |                        |           |           |                     |          |                      |      |
| Vyresnysis laivūnas | Laivūnas | Štabo laivūnas specialistas | Štabo laivūnas | Vyresnysis seržanta specialistas | Vyresnysis seržanta | Seržantas specialistas | Seržantas | Grandinis | Vyresnysis jūreivis | Jūreivis | Jaunesnysis jūreivis |      |